# Wu Yi

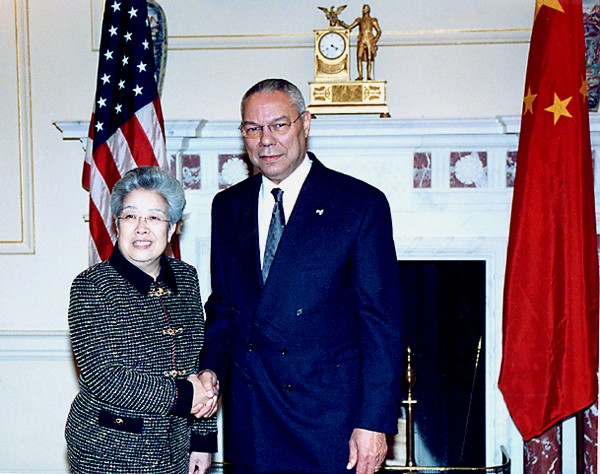
Wu Yi cu Colin Powell

Wu Yi (n. 17 noiembrie 1938, Wuhan, Republica Populară Chineză) a fost unul din cei 4 vicepremieri⁠(d) ai Consiliului de stat⁠(d) ai Republicii Populare Chineze, supraveghind economia țării până în martie 2008. Cunoscută drept doamna de fier, revista Forbes o consideră a doua cea mai puternică femeie din lume⁠(d) în anii 2004, 2005 și 2007.
Ea s-a alăturat Partidului comunist chinez în aprilie 1962.